# Friedrich de Boor
Friedrich de Boor (* 13. September 1933 in Stolp; † 13. Juni 2020 in Halle (Saale)) war ein deutscher Kirchenhistoriker.

## Leben und Karriere
Friedrich de Boor musste im Zuge des Vorrückens der Roten Armee zum Ende des Zweiten Weltkrieges aus Pommern fliehen. 1952 legte er an der Goethe-Oberschule in Schwerin sein Abitur ab und begann ein Studium der Evangelischen Theologie an der Universität Rostock, das er 1957 als Diplom-Theologe abschloss. Danach wurde de Boor wissenschaftlicher Assistent am Kirchengeschichtlichen Institut der Rostocker Theologischen Fakultät. 1959 wechselte er in derselben Funktion an die Theologische Fakultät der Martin-Luther-Universität Halle-Wittenberg (MLU). Die Promotion erfolgte bei Erhard Peschke und Konrad Onasch im September 1964 mit einer Arbeit zum Thema Die neue Definition der Simonie bei John Wyclif. Ein Beitrag zur Untersuchung des Zusammenhanges und der Entwicklung der theologischen und kirchenpolitischen Grundgedanken Wyclifs. Im Juli 1969 folgte die Habilitation mit der Arbeit Die paränetischen und methodologischen Vorlesungen August Hermann Franckes (1693–1727). Gutachter waren erneut Peschke sowie Hans Urner. 1970 wurde de Boor Hochschuldozent für Kirchengeschichte. Als Theologiestudenten der Universität Halle 1978 gegen die Einführung eines obligatorischen Unterrichtsfachs Wehrunterricht an den Oberschulen (POS und EOS), in der DDR protestierten und sich Studierende des vierten Studienjahres der Sektion Theologie an den Volkskammerabgeordneten und ehemaligen Rektor der Martin-Luther-Universität Halle-Wittenberg, Eberhard Poppe mit einer Eingabe gewandt hatten, wurden „im Auftrag der Sektionsleitung“ von Friedrich de Boor die „Aktivitäten der Studenten“ in einer Aussprache „gestützt“.

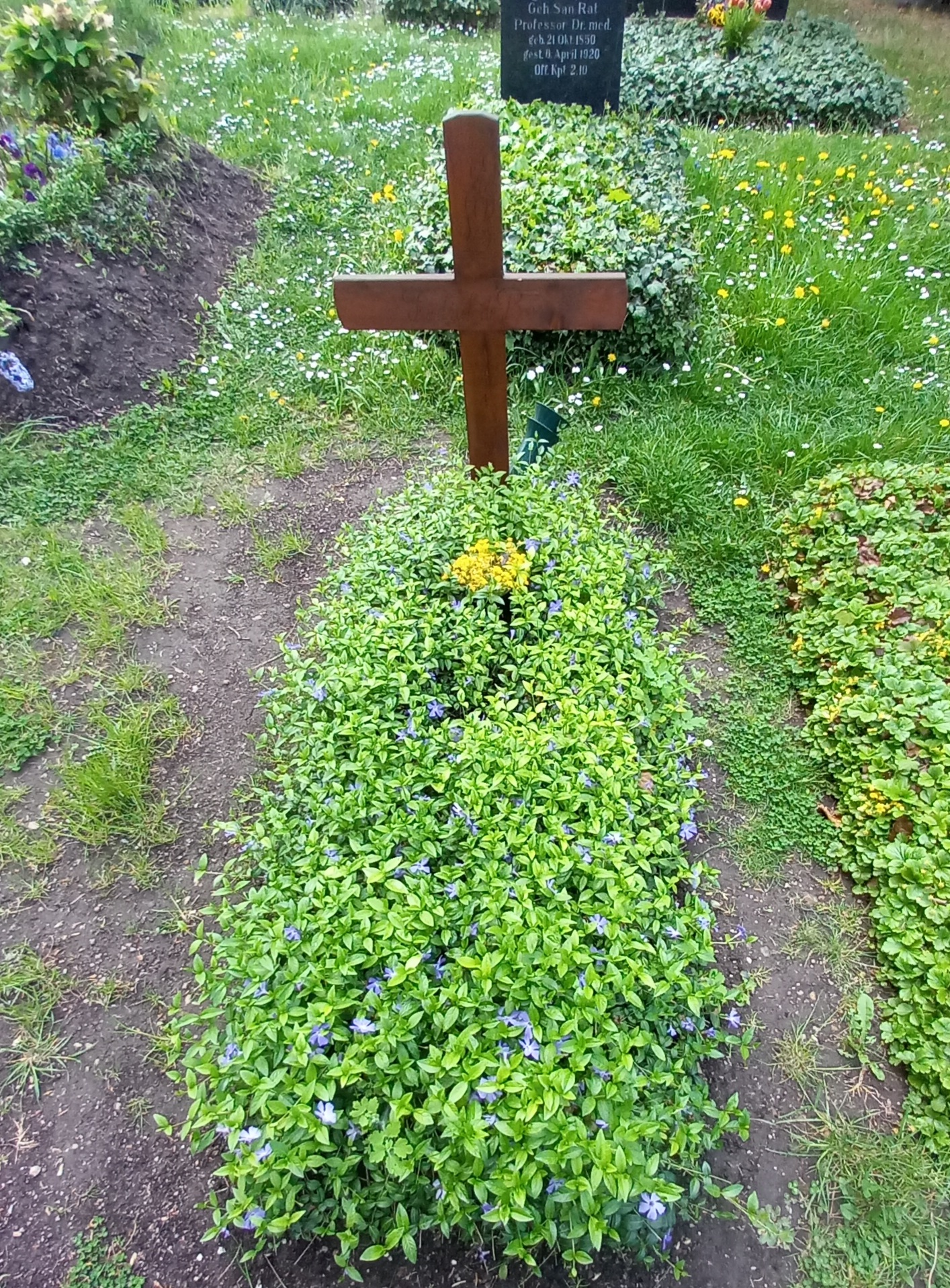
Grab von Friedrich de Boor auf dem evangelischen Laurentiusfriedhof in Halle

Im September 1978 erfolgte seine Berufung zum ordentlichen Professor für Kirchengeschichte an der MLU. Von 1972 bis 1991 war er Ephorus des Tholuck-Konviktes.

## Schriften
- Wyclifs Simoniebegriff. Die theologischen und kirchenpolitischen Grundlagen der Kirchenkritik John Wyclifs, Niemeyer, Halle 1970 (Arbeiten zur Kirchengeschichte und Religionswissenschaft, Bd. 3)
- Selbstverwirklichung als theologisches und anthropologisches Problem, Wissenschaftspublizistik der Martin-Luther-Universität, Halle 1988 (Wissenschaftliche Beiträge der Martin-Luther-Universität Halle-Wittenberg, 1988,7. A, [Gesellschaftswissenschaftliche Beiträge], 104) ISBN 3-86010-050-5
- Herausgeber mit Michael Lehmann: Studien- und Lebensgemeinschaft unter dem Evangelium. Beiträge zur Geschichte und zu den Perspektiven des Evangelischen Konviktes in den Franckeschen Stiftungen zu Halle (Saale), Franckesche Stiftungen, Halle 1999 ISBN 3-931479-14-5